# Antoinette
Antoinette ist ein weiblicher Vorname.

## Herkunft und Bedeutung des Namens
Antoinette ist die französische Form von Antonia. Letzteres bezeichnete ursprünglich die Herkunft aus der römischen Gens Antonia (Sippe der Antonier).

## Namenstag
13. Juni, nach Antonius von Padua

## Bekannte Namensträgerinnen
Einzelname:
- Antoinette Amalie von Braunschweig-Wolfenbüttel (1696–1762), Fürstin von Braunschweig-Bevern, Herzogin zu Braunschweig und Lüneburg
- Antoinette d’Amboise (1495–1552), Tochter von Guy d’Amboise und Françoise Dauphine de l’Espinasse
- Antoinette von Sachsen-Altenburg (1838–1908), Prinzessin von Sachsen-Altenburg und Herzogin von Anhalt
- Antoinette von Sachsen-Coburg-Saalfeld (1779–1824), Prinzessin von Sachsen-Coburg-Saalfeld

Vorname:
- Antoinette Bamberger (1732/33–1805), deutsche Schriftstellerin
- Antoinette Becker (1920–1998), französisch-deutsche Kinder- und Jugendbuchautorin
- Antoinette Bourignon (1616–1680), belgische Mystikerin und Separatistin
- Antoinette Brown Blackwell (1825–1921), US-amerikanische Frauenrechtlerin, Abolitionistin und Temperenzlerin
- Antoinette de Bourbon (1494–1583), erste Herzogin von Guise
- Antoinette Bower (* 1932), US-amerikanische Schauspielerin deutscher Abstammung
- Antoinette Campi (1773–1822), polnische Opernsängerin (Sopran)
- Antoinette Clinton (* 1985), US-amerikanische Musikerin, siehe Butterscotch (Musikerin)
- Antoinette Deshoulières (1638–1694), französische Dichterin und Philosophin
- Antoinette Eckert (* 1956), Schweizer Politikerin (FDP)
- Antoinette Flegenheim (1863–1943), Überlebende der Titanic
- Antoinette Giroux (1899–1978), kanadische Schauspielerin
- Antoinette Grimaldi (1920–2011), monegassische Prinzessin
- Antoinette Guedia (* 1995), Schwimmerin aus Kamerun
- Antoinette Jennings (* 1949), US-amerikanische Politikerin, siehe Toni Jennings
- Antoinette de Jong (* 1995), niederländische Eisschnellläuferin
- Antoinette de Maignelais (≈1430–1470), Mätresse des französischen Königs Karl VII. und des bretonischen Herzogs Franz II.
- Antoinette de Mérode (1828–1864), Fürstin von Monaco
- Antoinette Meyer (1920–2010), Schweizer Skirennfahrerin
- Antoinette Murat (1793–1847), französische Erbprinzessin
- Antoinette Nana Djimou Ida (* 1985), französische Siebenkämpferin kamerunischer Herkunft
- Antoinette Perry (1888–1946), US-amerikanische Schauspielerin und Regisseurin
- Antoinette de Pons (≈1570–1632), Marquise von Guercheville und Gräfin von La Roche-Guyon
- Antoinette Quinche (1896–1979), Schweizer Frauenrechtlerin und Politikerin (FDP)
- Antoinette Ries (1875 – nach 1913), deutsche Opernsängerin (Sopran)
- Antoinette de Saint Léger (1856–1948), Besitzerin der Isole di Brissago und Gastgeberin für Künstler und Schriftsteller
- Antoinette Sayeh (* 1958), liberianische Finanzexpertin und Direktorin beim IMF
- Antoinette Sibley (* 1939), britische Primaballerina
- Antoinette Spaak (1928–2020), belgische Politikerin
- Antoinette Tubman (1914–2011), Ehefrau des liberianischen Politikers William S. Tubman
- Antoinette de Turenne (1380–1416), französische Adlige, Vicomtesse de Turenne
- Antoinette Tuff, US-amerikanische Buchhalterin und Geisel eines Amoklaufs
- Antoinette Uys (* 1976), südafrikanische Badmintonspielerin
- Antoinette Weibel (* 1969), Schweizer Universitätsprofessorin

Zweit- oder Zwischenname:
- Anne-Antoinette Diderot (1710–1796), Ehefrau des französischen Enzyklopädisten und Philosophen Denis Diderot
- Brook Antoinette Mahealani Lee (* 1971), US-amerikanische Schönheitskönigin, siehe Brook Lee
- Charlotte Luise Antoinette von Schiller (1766–1826), Ehefrau des Dichters Friedrich von Schiller, siehe Charlotte von Schiller
- Danielle Yvonne Marie Antoinette Darrieux (1917–2017), französische Film- und Theaterschauspielerin, siehe Danielle Darrieux
- Françoise Marie Antoinette Saucerotte (1756–1815), französische Schauspielerin und Theaterintendantin
- Jeanne-Antoinette Poisson (1721–1764), Mätresse des französischen Königs Ludwig XV., siehe Madame de Pompadour
- Katharina Antoinette Werntgen (1875–1954), deutsche Unternehmerin und Luftfahrtpionierin, siehe Tony Werntgen
- Marguerite Antoinette Jeanne Marie Ghislaine Cleenewerck de Crayencour (1903–1987), belgisch-französische Schriftstellerin, siehe Marguerite Yourcenar
- Marie Antoinette Élisabeth Ménessier-Nodier (1811–1893), französische Schriftstellerin und Tochter von Charles Nodier, siehe Marie Ménessier-Nodier
- Marie-Antoinette Katoto (* 1998), französische Fußballspielerin
- Marie-Antoinette Rose (* 1975), Politikerin der Volkspartei der Seychellen
- Marie-Antoinette Tonnelat (1912–1980), französische theoretische Physikerin
- Marie Antoinette von Ahlefeldt (1711–1764), deutsche Reichsgräfin und Priorin des Klosters Uetersen
- Marie-Antoinette von Österreich-Lothringen (1755–1793), Erzherzogin von Österreich, Königin von Frankreich
- Marie Antoinette zu Mecklenburg (1884–1944), Angehörige des großherzoglichen Hauses von Mecklenburg-Schwerin
- Mary Antoinette Brown-Sherman (1926–2004), Pädagogin und Afrikas erste Universitäts-Präsidentin
- Rita Antoinette Rizzo (1923–2016), Klarissin vom Orden der Klarissen von der Ewigen Anbetung, siehe Mutter Angelica

## Varianten
Antonella, Antonette, Antonie, Antonietta, Antonina, Toni, Tonja, Antonia, Nettli,
Antionette, Netti, Toini

## Weitere Bedeutungen
- Société Antoinette, ein französischer Flugzeug- und Automobilhersteller
  - Antoinette VII, ein Flugzeug des obigen Hersteller
  - Antoinette (Motor), Flugzeugmotor des obigen Herstellers
- Antoinette Bay, Kanada
- Villa Antoinette, Semmering